# Musca macellaria
Musca macellaria är en tvåvingeart som först beskrevs av Alexander Henry Haliday 1833.  Musca macellaria ingår i släktet Musca och familjen spyflugor.
Artens utbredningsområde är Nordirland. Inga underarter finns listade i Catalogue of Life.